# Get Smart (série télévisée)
Pour les articles homonymes, voir Max la Menace.
Get Smart est une série télévisée américaine en sept épisodes de 26 minutes, créée par Lawrence Gay, réalisé par Nick Marck et diffusée entre le 8 janvier et le 9 février 1995 sur le réseau Fox.
Cette série est inédite dans tous les pays francophones. mais a été édité en DVD

## Synopsis
Cette série a pour héros Zach le fils de Max la Menace et l'agent 99 (né durant la première série). Son père est devenu le chef de CONTROL et sa mère est devenue sénatrice. Zach a hérité des talents de son père et le remplace comme agent de terrain. Il est aidé par l'agent féminin 66. La sœur jumelle de Zach a disparu dans cette seconde série.

## Distribution
- Don Adams : Max la Menace
- Andy Dick : Zach Smart
- Barbara Feldon : Agent 99
- Elaine Hendrix : Agent 66
- Heather Morgan (en) : Trudy

## Épisodes
1. Pilote (Pilot)
2. Casino démoniaque (Casino Evil)
3. Goodbye Mister Chips (Goodbye Ms Chip)
4. Tirez sur les graphiques (Shoot Up the Charts)
5. Passagère 99 (Passenger 99)
6. Le pire ennemi (Worst Enemies)
7. Laisse mourir ton foie (Liver Let Die)

## Commentaires
Dans cette série Siegfried (Bernie Kopell) l'ennemi juré de Max la Menace revient le temps d'un épisode. On apprend que sa fille a cru durant des années que son père était médecin à bord d'un bateau de croisière. C'est un clin d'œil au rôle qu'a eu Bernie Kopell dans La croisière s'amuse qui l'a rendu célèbre entre 1977 et 1987 à travers le monde.

## Produits dérivés

### Film
- 2008 : Max la Menace (Get Smart) de Peter Segal avec Steve Carell (Max), Anne Hathaway (Agent 99), Alan Arkin (le Chef).

### DVD
- Max la Menace - Le retour (9 juillet 2008) (ASIN B0017W93WQ)